# دی بی سویینی
دی بی سویینی (انگلیسی: Daniel Bernard Sweeney؛ زادهٔ ۱۴ نوامبر ۱۹۶۱) یک هنرپیشه اهل ایالات متحده آمریکا است. وی از سال ۱۹۸۵ میلادی تاکنون مشغول فعالیت بوده‌است.

## گزیده فیلمشناسی
از فیلم‌ها یا برنامه‌های تلویزیونی که وی در آن نقش داشته‌است می‌توان به آثار زیر اشاره کرد.
- قدرت (فیلم ۱۹۸۶) (۱۹۸۶)
- هشت مرد بیرونی (۱۹۸۸)
- ممفیس بل (۱۹۹۰)
- کت چرمی (۱۹۹۲)
- سه آرزو (۱۹۹۵)
- هم‌اتاقی‌ها (۱۹۹۵)
- اسپاون (فیلم) (۱۹۹۷)
- معرفی دوروتی دندریج (۱۹۹۹)
- دایناسور (فیلم ۲۰۰۰) (۲۰۰۰)
- هاردبال (۲۰۰۱)
- سی‌اس‌آی: میامی (۲۰۰۳)
- برادر خرس (۲۰۰۳)
- سی‌اس‌آی (۲۰۰۴)
- جایزه داروین (فیلم) (۲۰۰۶)
- دکتر هاوس (۲۰۰۶)
- زرد (۲۰۰۶)
- جریکو (مجموعه تلویزیونی) (۲۰۰۶; ۲۰۰۸)
- معجزه در سنت آنا (۲۰۰۸)
- دشنه (۲۰۰۸)
- ذهن‌های مجرم (۲۰۰۹)
- سی‌اس‌آی: نیویورک (۲۰۱۰)
- ۲۴ (مجموعه تلویزیونی) (۲۰۱۰)
- هاوایی فایو-زیرو (۲۰۱۰)
- کسل (مجموعه تلویزیونی) (۲۰۱۰)
- ربوده شده ۲ (۲۰۱۲)
- کی-۱۱ (۲۰۱۲)
- افسانه کورا (۲۰۱۲–۱۳)
- تماس (مجموعه تلویزیونی) (۲۰۱۳)
- دو مرد و نصفی (۲۰۱۳–۱۴)
- شیفت شب (مجموعه تلویزیونی) (۲۰۱۵)
- سرقت (۲۰۱۵)
- شای-رک (۲۰۱۵)
- استخراج (۲۰۱۵)
- چیزهای تیز (مینی‌سریال) (۲۰۱۸)